# Paula Ivan
Paula Ivan-Ilie (Herăști, 20 juli 1963) is een voormalige Roemeense middellangafstandsloper, die gespecialiseerd was op de 1500 m. Ze werd olympisch kampioene, Europees indoorkampioene en tweevoudig Roemeens kampioene in deze discipline. Ook op de 3000 m kon ze goed uit de voeten, getuige haar nationale titel en olympisch zilveren medaille. Ze had jarenlang het wereldrecord op de Engelse mijl in handen.

## Loopbaan

### Focus op veldlopen
Aan het begin van haar sportcarrière richtte Ivan zich vooral op het veldlopen. In 1985 maakte zij op de wereldkampioenschappen veldlopen deel uit van het Roemeense vrouwenteam dat de bronzen medaille veroverde in het landenklassement. Twee jaar later behaalde zij op dit toernooi met een negende plaats haar beste individuele prestatie in deze discipline.

### Eerste titels op de baan
In 1987 verlegde Ivan haar aandacht van het veldlopen naar de baan en behaalde zij haar eerste titels. In eigen land werd zij kampioene op de 1500 m en op de Universiade in Zagreb veroverde zij zowel op de 1500 als op de 3000 m de gouden medaille. Op de wereldkampioenschappen in Rome kreeg zij echter een teleurstelling te verwerken; in haar serie op de 1500 m eindigde zij op de vijfde plaats in 4.09,28, waarmee zij zich niet wist te kwalificeren voor de finale.

### Goud en zilver op OS 1988
Op de Olympische Spelen van 1988 in Seoel bereikte Paula Ivan echter het hoogtepunt van haar atletiekloopbaan door goud te winnen op de 1500 m. Met een tijd van 3.53,96, een olympisch record, versloeg ze met ruime voorsprong de Sovjet-Russische atletes Laima Baikauskaitė (zilver; 4.00,24) en Tatjana Samolenko (brons; 4.00,30). Op de 3000 m won ze vervolgens ook nog eens zilver achter Tatjana Samolenko, maar voor de Britse Yvonne Murray. Eerder al had de Roemeense zich onderscheiden op de Balkan Games, die aan deze Spelen waren voorafgegaan. Ze had er zowel op de 800 als de 1500 m de gouden medaille veroverd. 

### Europees indoorkampioene 1989
In 1989 veroverde Ivan op de Europese indoorkampioenschappen in Den Haag op de 1500 m de Europese indoortitel. Met een tijd van 4.07,16 bleef ze de Sovjet-Russische atletes Marina Yachmenyova (4.07,77) en Svetlana Kitova (4.08,36) nipt voor. Later dat jaar slaagde zij erin om op de universiade in Duisburg haar beide titels op de 1500 en 3000 m uit 1987 te prolongeren. In september won zij bovendien de 1500 m tijdens de wedstrijd om de wereldbeker in Barcelona.  

### Wereldrecord en einde loopbaan
Enkele maanden eerder, op 10 juli 1989, had Ivan toen al in Nice het wereldrecord op de Engelse mijl verbeterd. Dit record verloor ze in 1996 aan de Russische Svetlana Masterkova.
Aan het eind van 1989 maakte Ivan bekend, dat ze achter haar loopbaan als atlete een punt zette en van plan was om als coach door te gaan.

### Eenmalige comeback
Nadat Paula Ivan in 1991 een zoon had gekregen, keerde zij in 2000, 36 jaar oud inmiddels, nog eenmaal terug in de wedstrijdarena. Zij liep een tiental 1500 meters, met als snelste tijd haar 4.04,66, op 18 augustus gelopen in Monte Carlo.
Sinds 2002 is Ivan werkzaam bij de Faculteit voor Lichamelijke Opvoeding en Sport aan de Spiru Haret Universiteit in Boekarest.

## Titels
- Olympisch kampioene 1500 m - 1988
- Europees indoorkampioene 1500 m - 1989
- Balkan Games kampioene 800 m - 1988
- Balkan Games kampioene 1500 m - 1988
- Universitair kampioene 1500 m - 1987, 1989
- Universitair kampioene 3000 m - 1987, 1989
- Roemeens kampioene 1500 m - 1987, 1989
- Roemeens kampioene 3000 m - 1988

## Persoonlijke records
Outdoor
| Onderdeel   | Prestatie           | Datum             | Plaats    |
| ----------- | ------------------- | ----------------- | --------- |
| 800 m       | 1.56,42             | 16 juli 1988      | Ankara    |
| 1000 m      | 2.34,73             | 14 juli 1989      | Londen    |
| 1500 m      | 3.53,96 (ex-OR; NR) | 1 oktober 1988    | Seoel     |
| 1 Eng. mijl | 4.15,61 (ex-WR; NR) | 10 juli 1989      | Nice      |
| 3000 m      | 8.27,15             | 25 september 1988 | Seoel     |
| 5000 m      | 15.31,22            | 7 mei 1989        | Hamamatsu |

Indoor
| Onderdeel   | Prestatie | Datum            | Plaats          |
| ----------- | --------- | ---------------- | --------------- |
| 800 m       | 2.00,51   | 28 februari 1989 | Sevilla         |
| 1000 m      | 2.40,72   | 22 januari 1989  | Sherbrooke      |
| 1500 m      | 4.01,27   | 10 februari 1989 | East Rutherford |
| 1 Eng. mijl | 4.18,99   | 10 februari 1989 | East Rutherford |
| 3000 m      | 8.46,45   | 15 februari 1987 | Bacau           |

## Palmares

### 800 m
- 1988:  Balkan Games - 1.56,42

### 1500 m
- 1986: 7e in serie EK - 4.10,64
- 1987:  Universiade - 4.01,32
- 1987: 5e in serie WK - 4.09,28
- 1988:  Balkan Games - 4.05,32
- 1988:  OS - 3.53,96 (OR)
- 1988:  Grand Prix Finale - 4.00,24
- 1989:  EK indoor - 4.07,16
- 1989:  Universiade - 4.13.58
- 1989:  Wereldbeker - 4.18,60
- 2000: 9e Grand Prix Finale - 4.24,10

### 1 Eng. mijl
- 1987:  Grand Prix Finale - 4.27,62
- 1989:  Grand Prix Finale - 4.24,96

### 3000 m
- 1987:  Europacup - 9.17,71
- 1987:  Universiade - 8.53,61
- 1988:  OS - 8.27,15
- 1989:  Europacup - 8.38,48
- 1989:  Universiade - 8.44,09

### veldlopen
- 1984: 34e WK - 16.50
- 1985: 34e WK - 16.06 ( in het landklassement)
- 1986: 28e WK - 15.38,5
- 1987: 9e WK - 17.12

1928: Lina Radke ·
1960: Ljoedmila Sjevtsova ·
1964: Ann Packer ·
1968: Madeline Manning ·
1972: Hildegard Falck ·
1976: Tatjana Kazankina ·
1980: Nadezjda Olizarenko ·
1984: Doina Melinte ·
1988: Sigrun Wodars ·
1992: Ellen van Langen ·
1996: Svetlana Masterkova ·
2000: Maria Mutola ·
2004: Kelly Holmes ·
2008: Pamela Jelimo ·
2012: Caster Semenya ·
2016: Caster Semenya ·
2020: Athing Mu ·
2024: Keely Hodgkinson
1972: Ljoedmila Bragina ·
1976: Tatjana Kazankina ·
1980: Tatjana Kazankina ·
1984: Gabriella Dorio ·
1988: Paula Ivan ·
1992: Hassiba Boulmerka ·
1996: Svetlana Masterkova ·
2000: Nouria Mérah-Benida ·
2004: Kelly Holmes ·
2008: Nancy Langat ·
2012: Maryam Jamal ·
2016: Faith Kipyegon ·
2020: Faith Kipyegon ·
2024: Faith Kipyegon